# Tomás López Torregrosa
Tomás López Torregrosa (Alicante, 24 de septiembre de 1868 - Madrid, 23 de junio de 1913) fue un compositor español. Su obra se centró en diversos géneros líricos como la zarzuela, opereta o revista y alcanzó sus mayores éxitos con los sainetes de 1898 El santo de la Isidra y especialmente La Fiesta de San Antón.

## Biografía
Estudió en el Conservatorio de Madrid, siendo su profesor de composición Ruperto Chapí. Poco después de su graduación fue nombrado director de la orquesta del Teatro Apolo donde comenzó a desarrollar su carrera como compositor de zarzuelas, en ocasiones en colaboración con otros compositores, especialmente con Quinito Valverde. En el otoño de 1888 figuraba como director musical del Teatro Madrid, que estaba en la calle Primavera de la capital Española.
Con libreto de Carlos Arniches estrenó en 1896 La Banda de Trompetas que se convirtió en su primer éxito. El año siguiente estrenó la revista El Pobre Diablo en colaboración con Quinito Valverde y sobre textos de Celso Lucio. También con Valverde estrena en 1897 El Primer Reserva.
Sus mejores obras son los sainetes de 1898 El Santo de la Isidra y La Fiesta de San Antón, ambas sobre textos de Arniches y que se cuentan entre los mejores sainetes madrileños de un acto.
De 1903 es Los Chicos de la Escuela, también en colaboración con Valverde y con libreto de Arniches y José Jackson Veyán, que no llegó a alcanzar la popularidad de sus anteriores trabajos. Más éxito tuvo la "humorada cómico-lírica" El pobre Valbuena de 1904 y con la colaboración una vez más de Quinito Valverde y con Arniches y Enrique García Álvarez en su texto. Siguió componiendo sainetes, revistas y operetas en los años siguientes hasta su temprano fallecimiento en 1913.
Una de las principales calle de Alicante lleva su nombre.